# Fotboll i Kanada
Fotboll i Kanada har spelats i organiserad form sedan mitten av 1800-talet. Den första fotbollsmatchen med moderna regler på kanadensisk mark spelades i Toronto 1876. Fotboll har gått om ishockey vad rör antalet utövare i Kanada, men ännu är ishockey den stora publiksporten. Den första kanadensiska serien i fotboll bildades året därpå. Kanada var starka i fotboll på den tiden, och vann OS-guld 1904, men sedan passerades fotboll av ishockey och det kanadensiska bollspelet kanadensisk fotboll.
Under 1980-talet var Kanada väl representerat i den nordamerikanska proffsserien North American Soccer League, som lades ned 1985. 1987-1992 spelades den kanadensiska serien "Canadian Soccer League", som startade med klubbar i åtta kanadensiska orter. 2007 kommer Toronto FC ansluta sig till den nordamerikanska proffsserien "Major League Soccer".

## Landslag
I fotboll har Kanadas damer i VM som bäst slutat på fjärde plats, vilket skedde 2003 i USA, medan i OS man är regerande mästare. Kanadas herrar har som bäst deltagit i ett VM, vilket skedde 1986 i Mexiko då Kanada åkte ut i första omgången efter stryk i alla tre matcherna och totalt 0-5 i målskillnad. Kanadas herrar chockade år 2000 motståndarna genom att vinna CONCACAF-mästerskapet.

### Fotnoter
1. ↑  ”CONCACAF Championship, Gold Cup 2000” (på engelska). RSSSF. 10 mars 2000. http://www.rsssf.com/tables/00gc.html. Läst 29 juli 2014.